# Matilda Boson
Matilda Linnéa Boson, född Bosson den 4 december 1981 i Linköping, är en svensk före detta handbollsspelare, numera konsult inom företagsorganisation. 

## Handbollskarriär
Matilda Boson är högerhänt och spelade i anfall som vänstersexa. Fram tills Matilda Boson var 18 år spelade hon som niometersspelare, men sadlade sedan om till vänstersexa. Började spela i Östergötland för Malmslätt AIK men kom till RP IF i Linköping där hon spelade till hon var 19 år. Genombrottet kom då hon spelade för Skövde HF och efter två år där blev hon 2002 proffs i danska FC Köpenhamn där hon stannade i tre år. Sista proffsklubben blev Aalborg DH. Matilda Bosons sista klubb blev Spårvägens HF i elitserien.
Säsongen 2006/2007 blev hon utsedd till Årets handbollsspelare i Sverige. 2010 var hon med och vann silver vid EM i Danmark och Norge. Under sina 12 år i landslaget spelade hon 210 landskamper och gjorde 515 mål. Efter ett misslyckat OS 2012 i London slutade hon i landslaget.

## Övrigt
Boson har uppdrag som handbollsexpert för Kanal 5/Max under OS i Paris 2024.

## Mästerskapsdeltagande
- EM 2002 i Danmark: 15:e
- EM 2004 i Ungern: 14:e
- EM 2006 i Sverige: 6:a
- OS 2008 i Peking: 8:a
- EM 2008 i Makedonien: 9:a
- VM 2009 i Kina: 13:e
- EM 2010 i Danmark och Norge: Silver
- VM 2011 i Brasilien: 9:a
- OS 2012 i London: 11:a